# Trimethyloxoniumtetrafluoroborat
Trimethyloxoniumtetrafluoroborat, [(CH3)3O+ BF4−] ist ein starkes Alkylierungsreagenz, das zu den Meerwein-Salzen (benannt nach dem deutschen Chemiker Hans Meerwein) gehört. Gelegentlich wird es auch schlicht als  Meerwein-Salz bezeichnet, was aber nicht eindeutig ist.

## Darstellung und Gewinnung
Das Trimethyloxoniumtetrafluoroborat kann durch die Reaktion von Dimethylether mit Methyliodid und Silbertetrafluoroborat gewonnen werden. Zunächst reagiert hierbei der Ether mit Methyliodid zu Trimethyloxoniumiodid. Dieses wird dann in situ mit Silbertetrafluoroborat unter Ausfällung von Silberiodid zum Trimethyloxoniumtetrafluoroborat umgesetzt.

## Eigenschaften
Bei Trimethyloxoniumtetrafluoroborat handelt es sich um einen farblosen Feststoff, der bei 202–203 °C sublimiert. Es reagiert heftig mit Wasser unter Bildung einer sauren Lösung.

## Reaktionen
Trimethyloxoniumtetrafluoroborat zersetzt sich in heftiger Reaktion in Wasser zu Dimethylether, Methanol und Tetrafluoroborsäure.
{\displaystyle {\ce {[(CH3)3O]+ [BF4]- + H2O -> (CH3)2O + CH3OH + HBF4}}}
Es ist ein sehr starkes Methylierungsagens, das beispielsweise bei der Synthese von Fischer-Carbenen Anwendung finden kann. Die intermediär gebildete Lithiumverbindung wird hier unter Bildung eines Fischer-Carbens mit Trimethyloxoniumtetrafluoroborat methyliert.